# Música del Barroco en España

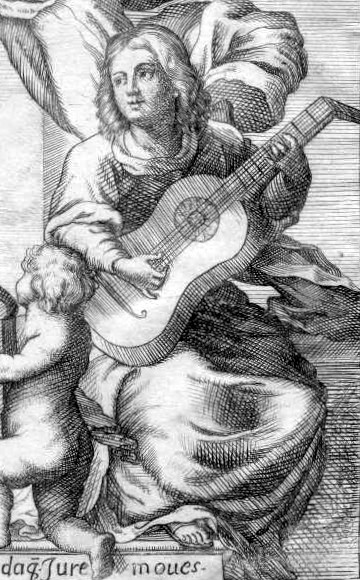
Detalle de la página de dedicatoria de Instrucción de música (1674) de Gaspar Sanz.

La música del Barroco en España es la música culta compuesta en España durante el Barroco (siglo XVII y primera mitad del XVIII).

## Características generales
La música española siguió un camino singular en el Barroco respecto al resto de Europa. En un contexto de decadencia intelectual y económica pero de altos logros artísticos en otros campos, el conservadurismo y el rechazo de las influencias extranjeras dieron lugar durante todo el siglo XVII a la persistencia de formas y rasgos de estilo del siglo anterior y, en cambio, al influjo de la música popular en la culta, con sus peculiaridades rítmicas, armónicas e instrumentales. La música española del seiscientos es por ello muy singular y reconocible en estilo, formas musicales, rítmica y armonía.
El paso al siglo XVIII y la llegada con él de la dinastía borbónica a la corte de Madrid introdujo abruptamente en España el estilo italiano, entonces en plena difusión por toda Europa, que inundó la música religiosa y escénica.

## Música religiosa en elsigloXVII
Ajena al estilo concertado italiano, la música litúrgica en latín continuó utilizando la escritura de finales del XVI. Se alternaba polifonía imitativa con homofonía, pero con un gran uso de la policoralidad. Se siguieron cultivando las viejas formas:
- La misa, incluyendo las antiquísimas de cantus firmus y las misas parodia, más otros tipos como la misa de batalla, de moda en la segunda mitad del XVII como demuestran –entre muchos otros– los dos ejemplos de Carlos Patiño.
- El motete, con autores aún en la tradición clásica de Victoria como Sebastián de Vivanco o más atraídos por la policoralidad como el segoviano Sebastián López de Velasco.
- Otras como el Magnificat o las Lamentaciones de Semana Santa.[1]

El orgánico de las capillas se mantuvo intacto: cantantes masculinos (niños, falsetistas y voces graves), más instrumentos ya en uso un siglo antes, como la chirimía, el bajón, el violón, el arpa y, por supuesto, el órgano.
Sin embargo el gran protagonista de la música vocal religiosa fue el villancico. Habitual ya en el XVI, era música paralitúrgica (se ejecutaba en lengua vernácula al final de la liturgia latina convencional de la mañana), y su composición nueva y ejecución se convirtió en obligación para los maestros de capilla de las catedrales españolas en las fiestas solemnes, como el Corpus Christi y la Navidad. Especie de válvula de escape popular de la solemnidad de los oficios, su lenguaje llano (incluso era frecuente imitar dialectos regionales y de negros), la introducción de danzas y su carácter teatral provocaron intentos sucesivos de prohibirlos, frenados por su popularidad. Era típica la forma Tonada (a solo o pocas voces) – Responsión o estribillo (todos) – Coplas (a solo).
Se conserva un enorme número de villancicos, de maestros de capilla como Joan Baptista Comes, Jerónimo de Carrión, Cristóbal Galán o Mateo Romero, entre otros muchos.

## Música profana de cámara en elsigloXVII: los tonos humanos
Diversas publicaciones impresas y, sobre todo, recopilaciones manuscritas (cancioneros, como el de la Sablonara) recogen un gran número de tonos humanos (canciones profanas) de la primera mitad del XVII, bien en forma de villancico (con estribillo y coplas) o bien de romance, estrófico. Escritos para entre dos y cuatro voces, dan testimonio de una tradición improvisatoria que permitía armonizar (voces y, sobre todo, acompañamiento instrumental con guitarra o arpa) sobre melodías conocidas.
El género, bajo la denominación de tono humano o de tonada, adoptó textos de los mejores poetas del momento, y en la segunda mitad del siglo, ya como canción a solo con acompañamiento (equiparable al bajo continuo) desde la corte madrileña se difundió por las cortes europeas y la América española. Cabe citar a Juan Hidalgo, José Marín y Sebastián Durón entre sus autores.

## Música escénica en elsigloXVII: ópera, semiópera, zarzuela

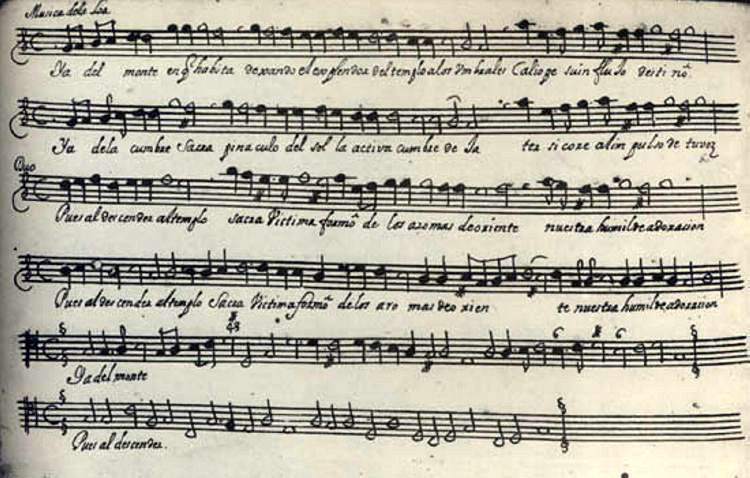
Fragmento de la partitura de La Púrpura de la Rosa en la versión de Torrejón y Velasco.

La extraordinaria popularidad y calidad del teatro español del XVII (hablamos de la época de Calderón de la Barca o Lope de Vega), del que la música era parte imprescindible, y los sucesivos intentos de trasplantar a la corte española la ópera italiana, dieron como resultado una amplia variedad de géneros músico-teatrales en los que la música tiene un papel variable.

### Ópera y semiópera
El primer intento de la corte española por montar una verdadera ópera en castellano, incluidos recitativos, fue La selva sin amor, con texto de Lope de Vega y música de Filippo Piccinini (1627). Encargada por un grupo de florentinos de la corte a la manera de su ópera aristocrática (inclusive con texto mitológico), el género no cuajó y ni siquiera se conserva la partitura.

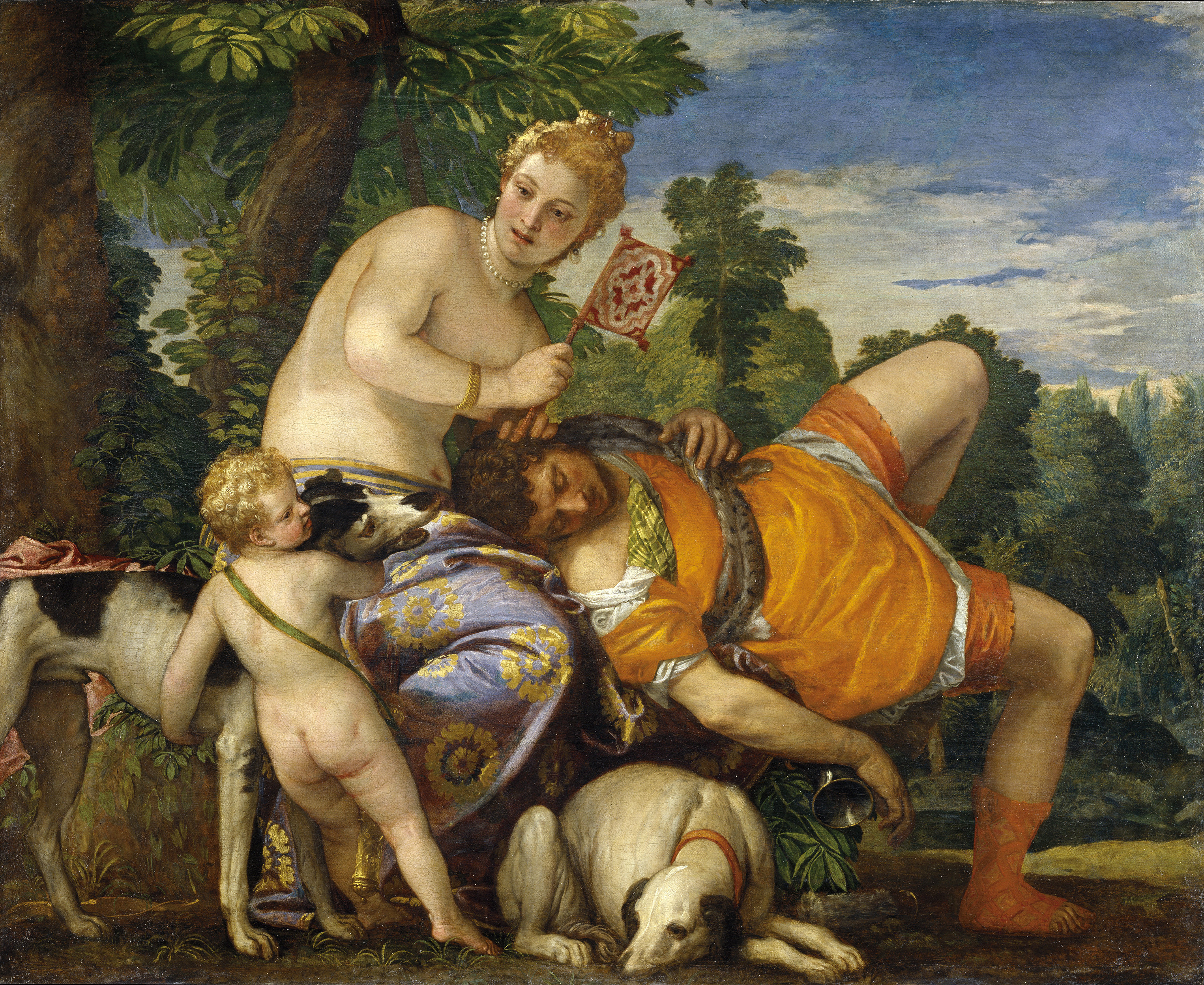
Venus y Adonis por Paolo Veronese (circa 1580). Esta pintura, hoy en el Museo del Prado, pudo inspirar el libreto de Calderón, según los estudiosos Gasta y Stein.

Tampoco contamos hoy con la música del siguiente (y lejano al primero) intento de verdadera ópera en la corte española: La púrpura de la rosa, con texto de Calderón y música de Juan Hidalgo (1659-60), sobre la historia de Venus y Adonis. Sí se conserva, al menos parcialmente, Celos aun del aire matan, de los mismos autores y, como la anterior, preparada para los festejos de la Paz de los Pirineos. Tramada sobre el mito de Céfalo y Procris, Hidalgo huyó de los recitativos secos, les dio un aire más cercano al arioso y los reservó a los personajes míticos, dejando las más españolas coplas y estribillos de las danzas ternarias a los personajes cómicos. La obra fue reestrenada en 1679, 1684 y 1697. Ya en 1701 la corte hispánica de Lima encargó a Tomás de Torrejón y Velasco una reelaboración del libreto de La púrpura de la rosa. Hasta la llegada de los italianos ya en el XVIII no hubo más ópera, stricto sensu, en España ni en sus territorios americanos.
Sin embargo Calderón e Hidalgo sí produjeron diversas semióperas, siempre de temática mitológica, como La fiera, el rayo y la piedra (1652) o Fortunas de Andrómeda y Perseo (1653). En ellas los personajes correspondientes a dioses usan el recitativo, pero los humanos utilizan el lenguaje hablado, sin musicar, detalle que las aparta del verdadero género operístico si bien, por demás, son obras muy similares a las anteriores.

### Zarzuela
Un paso más lejos de la ópera se encontraba la zarzuela, de mucha mayor importancia cuantitativa e histórica para la música escénica española. También en castellano y de temática mitológica (aunque al tiempo con personajes populares y tramas amorosas), incluía completas escenas habladas, pero también arias a la italiana, tonadas con copla y estribillo, coros a cuatro, dúos, danzas y, raramente, recitativos. Realizadas por músicos de la corte, las zarzuelas estaban destinadas a un público amplio pero cortesano, e incorporaron elementos burlescos. Entre sus autores de libretos destacados nos encontramos de nuevo a Calderón, y entre los músicos a Hidalgo o, ya en el XVIII, a José de Nebra. Títulos tempranos son El laurel de Apolo (1657), Los celos hacen estrellas (Juan Vélez de Guevara e Hidalgo, 1672) y Los juegos olímpicos (Salazar y Torres e Hidalgo, 1675); para las décadas en torno a 1700 la zarzuela se había convertido en imprescindible en toda fiesta cortesana de importancia, y su estilo musical se vería italianizado ya en el XVIII.

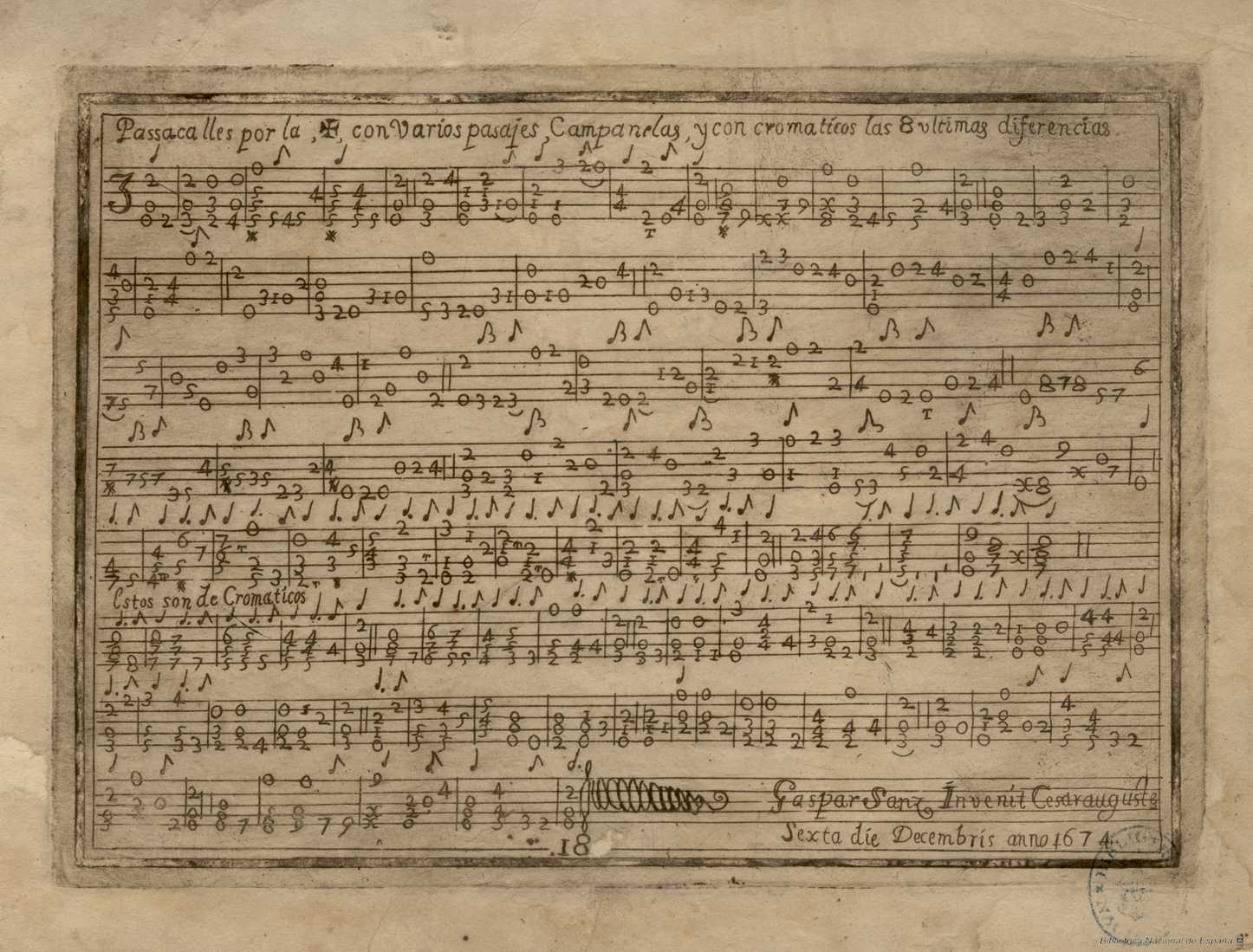
Un ejemplo de tablatura del tratado de Sanz Instrucción de música sobre la Guitarra Española.

## Música instrumental en elsigloXVII

### La guitarra
También en lo instrumental presenta la música española del XVII rasgos muy peculiares. Será el momento de la guitarra, instrumento omnipresente en lo popular y lo culto, y de sonoridad y técnica singulares (como ejemplifica ya entonces la técnica del rasgueo). Abundan los libros de técnica y piezas en tablatura para el instrumento, como los tres de Gaspar Sanz (1674, 1675 y 1697), el Poema Harmónico de Francisco Guerau (1694), y el de Antonio de Santa Cruz (ca. 1700), además de los de Juan Carlos Amat, Luis de Briceño y Nicolás Doizi de Velasco. Ya en el XVIII publicará tres más Santiago de Murcia. Entre sus piezas abundan las danzas autóctonas: pasacalles, marionas, españoletas, jácaras... Luz y norte musical (Lucas Ruiz de Ribayaz, 1677) incluye piezas para arpa y para guitarra.

### Música para órgano
Al igual que ocurriese con la música religiosa en latín, la música organística española conservó las formas renacentistas pero las hizo evolucionar, sobre todo en lo armónico: tratamiento más libre de la disonancia, falsas relaciones, y una lenta evolución hacia la tonalidad, si bien hasta entrado el XVIII se siguió usando la nomenclatura modal (Tiento de IV tono, p. ej.). La forma musical más importante fue el tiento, aunque tras ese nombre se esconden muy diversas estructuras: desde el más convencional, en polifonía imitativa politemática (a la manera de un motete instrumental, en la tradición de Cabezón), hasta los tientos de consonancias (homofónicos), de redobles (de un estilo más improvisatorio), o los de falsas (cromáticos). Es propio de España el uso del teclado partido, que asignaba registros diferentes a las mitades izquierda y derecha del teclado. Entre los organistas españoles destacaron Francisco Correa de Arauxo, Sebastián Aguilera de Heredia, Juan Bautista Cabanilles y Pablo Bruna.
Figuras marginales para la música propiamente española son el bajonista Bartolomé de Selma y Salaverde y el violinista Francisco José de Castro, músicos destacados pero italianos a efectos históricos.

## Los inicios delsigloXVIII

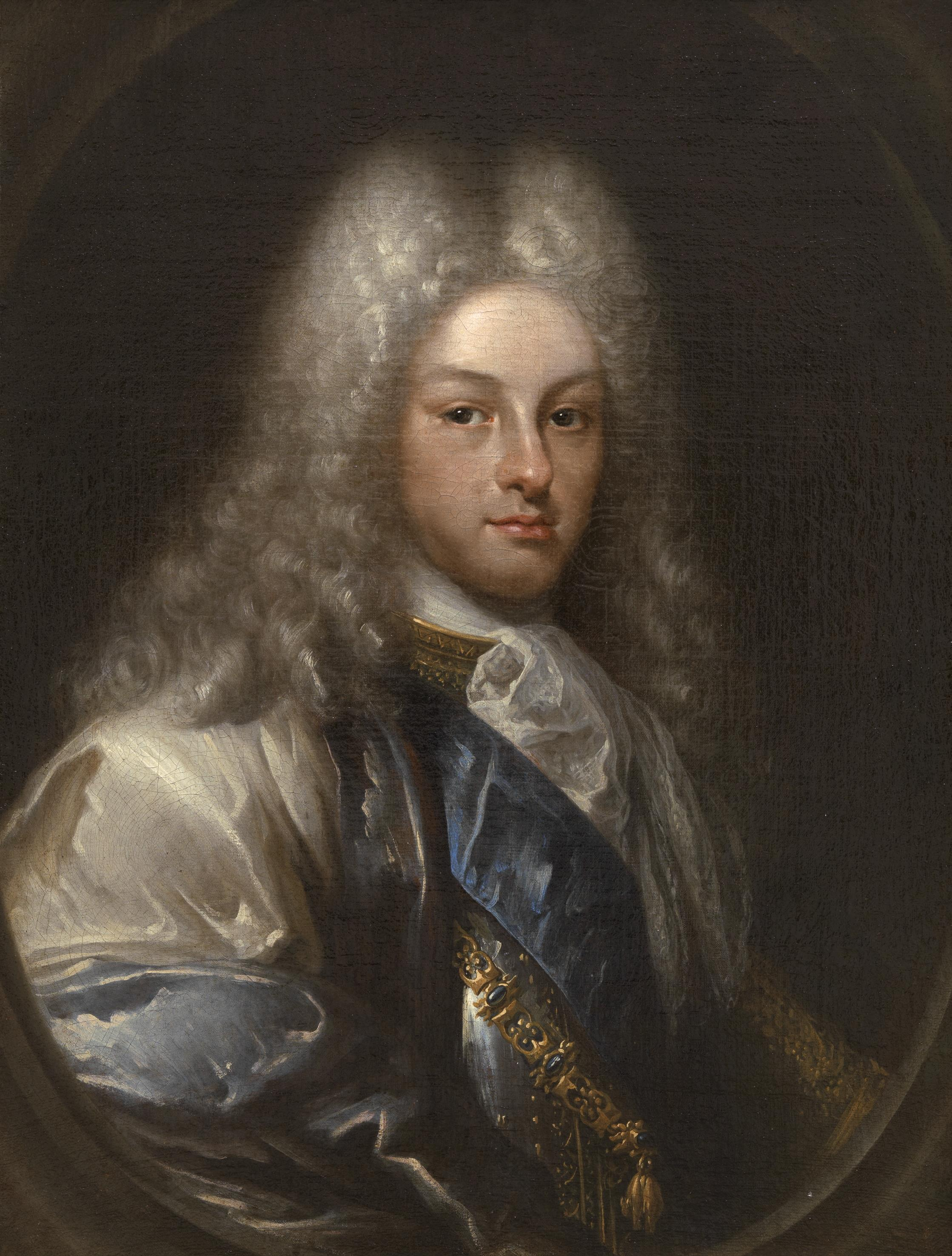
Felipe V de España, retratado en 1705 por Miguel Jacinto Meléndez.

La llegada de los borbones al trono español en 1700 y su consolidación tras la guerra de Sucesión traería el desembarco de músicos italianos a la corte madrileña. Sus innovaciones instrumentales y armónicas irradiarían desde ahí a toda la producción musical del país: fórmulas tonales, escritura idiomática instrumental, estilo concertante, formas como la cantata y el aria da capo... En prácticamente todos los géneros musicales las formas y el estilo musical se adaptaron de un modo u otro a la italianización, aunque conservando aún rasgos locales.
Así, las cantadas mezclan coplas y estribillo con la presencia de recitativos y arias, combinando así elementos del villancico español y de la cantata italiana. La música litúrgica introdujo progresivamente nuevos instrumentos, notablemente los violines y los nuevos instrumentos de madera (como oboes en lugar de chirimías), produciéndose así nueva música concertada sin desterrar del todo las viejas formas polifónicas ni, claro está, el canto llano: prueba de ello es la permanencia del bajón en las capillas, incluso tras la inclusión del fagot, su versión modernizada. De modo similar la zarzuela combinaría formas y rasgos locales con arias y escritura italianizantes. La música instrumental, huelga decirlo, adoptaría más plenamente aún estas novedades: sería decisiva la llegada a la corte de Domenico Scarlatti.
Entre los autores destacados de la primera mitad del XVIII español cabe citar a Sebastián Durón (1660-1716), José de Torres (1665-1738), Francisco Valls (1671-1747), Antonio de Literes (1673-1747), Pedro Rabassa (1683-1767), Juan Francés de Iribarren (1699-1767) y José de Nebra (1702-1768).